# Березица
Бере́зица — деревня в Струго-Красненском районе Псковской области России. Входит в состав сельского поселения «Марьинская волость».

## География
Находится на северо-востоке региона, в центрально-северной части района, в лесной местности около истока руч. Прудище.
Стоит на дороге местного значения Страшево — Бровск. Уличная сеть не развита.

## История
Первое упоминание — 1498 как дер. Березица Хмерского погоста Шелонской пятины.
В 1941—1944 гг. деревня находилась под фашистской оккупацией войсками Гитлеровской Германии.
Согласно Закону Псковской области от 28 февраля 2005 года деревня вошла в состав образованного муниципального образования «Марьинская волость».

## Население
| 2001 | 2002 | 2010 | 2011 |
| ---- | ---- | ---- | ---- |
| 5    | ↗11  | ↘2   | ↗4   |

## Инфраструктура
В 1930-41, 1944-50 годах действовал колхоз «Березица». В 1950-60 гг. — бригада Березица колхоза «За
коммунизм».
Березицкая церковно-приходская школа (1911, 1916).
Деревянная часовня Успения Пресвятой Богородицы (построена в 2008).

## Транспорт
Деревня доступна по просёлочным дорогам.